# Estación de Burdeos-San Juan
La estación de Burdeos-San Juan, (en francés: gare de Bordeaux-Saint-Jean), es la principal estación ferroviaria de la ciudad francesa de Burdeos. Por ella circulan tanto trenes de alta velocidad, como de grandes líneas, media distancia y regionales ofreciendo importantes y numerosas conexiones especialmente con el centro y el sur de Francia y con España. 
El edificio, concluido en 1898, está catalogado como Monumento Histórico desde 1984.
En 2005, fue utilizada por cerca de 12 millones de pasajeros.

## Historia
Fue el 20 de septiembre de 1852 cuando la línea férrea París-Burdeos alcanzó Burdeos prolongada desde Angulema. Se creó para ello la estación de Burdeos-Ségur aunque fue sustituida en 1855 por otra estación que construyó la Compañía des Chemins de fer du Midi. Sin embargo, esta última se volvió rápidamente incapaz de absorber el gran volumen de tráfico de la estación por lo que se optó por construir un nuevo edificio mucho mayor que se inició en 1889. Marius Toudoire, arquitecto francés se encargó de unas obras que concluyeron en 1898. Una vez finalizada la estación se convirtió en la mayor de la ciudad por delante de la estación de Burdeos-Bastide que cerraría en 1934 y de Burdeos-État. 
Desde 1997 la gestión de las vías corresponde a la RFF mientras que la SNCF gestiona la estación.

## Situación ferroviaria
La estación se encuentra en el punto kilométrico 583,844 de la línea férrea París-Burdeos. Además pertenece al trazado de las siguientes líneas férreas:
- Línea férrea Burdeos-Irún. Eje norte-sur, de gran importancia al completar la línea París-Burdeos hasta la frontera con España.
- Línea férrea Burdeos-Sete. Eje transversal de gran relevancia que une la costa atlántica con el mediterráneo. También tiene uso radial al enlazar París con Toulouse vía Burdeos.
- Línea férrea Chartres-Burdeos. Esta línea es el único caso de línea radial prácticamente desmantelada por la SNCF debido a la preferencia de la compañía por explotar otro trazado de un valor comercial muy superior, prácticamente paralelo, como es el trazado París-Burdeos.

## Descripción
La estación, catalogada como monumento histórico de Francia, se compone de una entrada de grandes dimensiones, de dos niveles que ilumina una amplia cristalera donde se puede observar una gran mural que representa un mapa de las líneas férreas operadas por la antigua compañía de ferrocarriles del Mediodía. En la actualidad, y tras unas obras realizadas en la década de los años 1980, la parte baja del mural aparece amputada. 
Las vías, por su parte, están protegidas por la mayor marquesina de Europa. Está diseñada en bóveda usando acero y cristal y fue realizada por el propio Gustave Eiffel. Este fue también el responsable de la llamada pasarela Eiffel, un puente ferroviario sobre el río Garona que fue sustituido en el año 2008 por un nuevo puente de cuatro vías suprimiendo así el habitual atasco que se generaba a la salida de Burdeos, hacia el norte, dada la escasa capacidad y resistencia de la pasarela original. En sus últimos años de vida los trenes sólo podían recorrerla a 30 km/h.

## Servicios ferroviarios

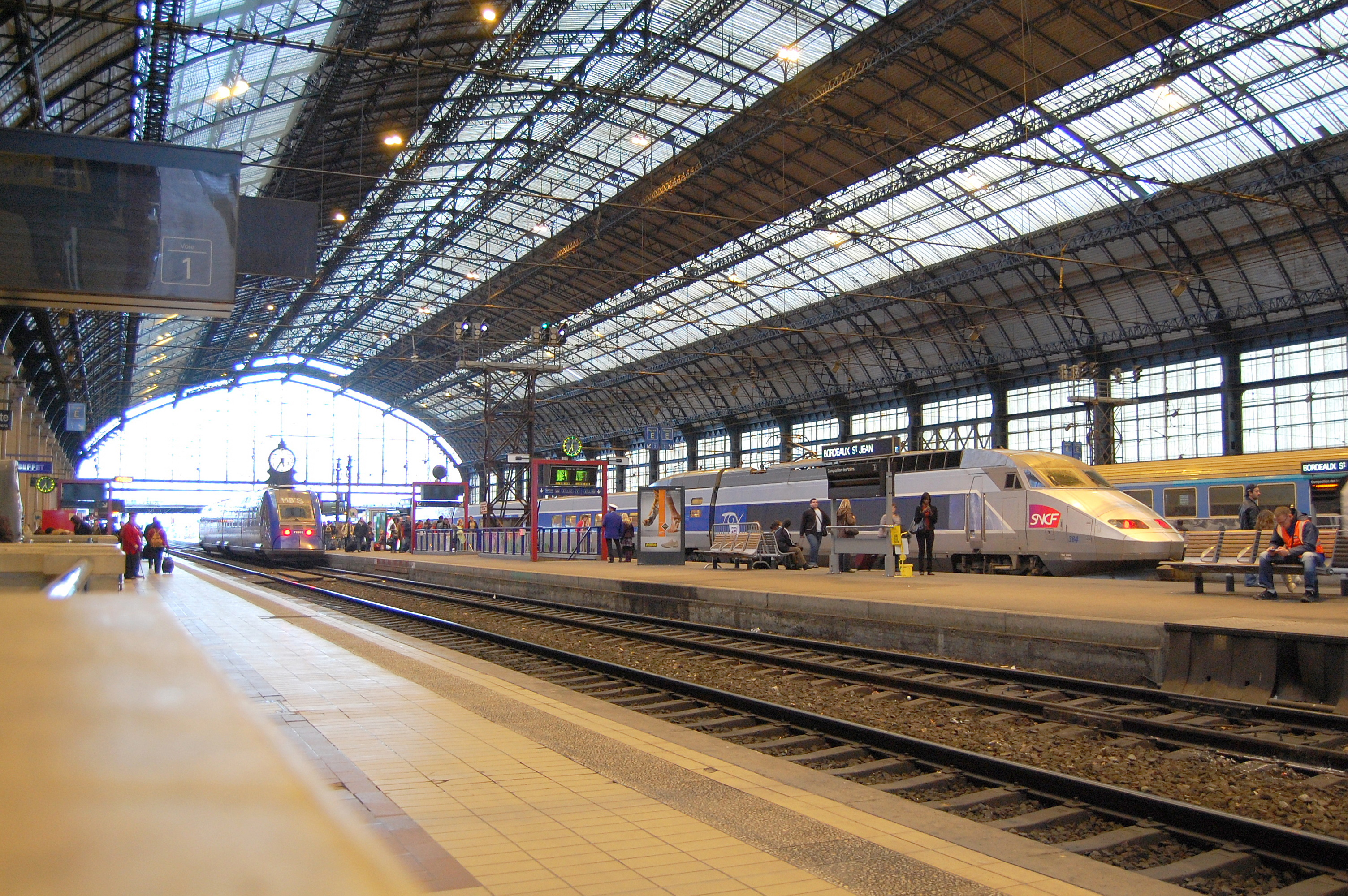
Los andenes bajo la marquesina de la estación.

### Alta Velocidad
Los trenes TGV que transitan por la estación permiten enlazar los siguientes destinos:
- Línea Arcachon ↔ París.
- Línea Hendaya / Tarbes ↔ París.
- Línea Toulouse / Hendaya ↔ París.
- Línea Burdeos ↔ Lille .
- Línea Burdeos ↔ París.
- Línea Burdeos ↔ Estrasburgo.

### Grandes Líneas

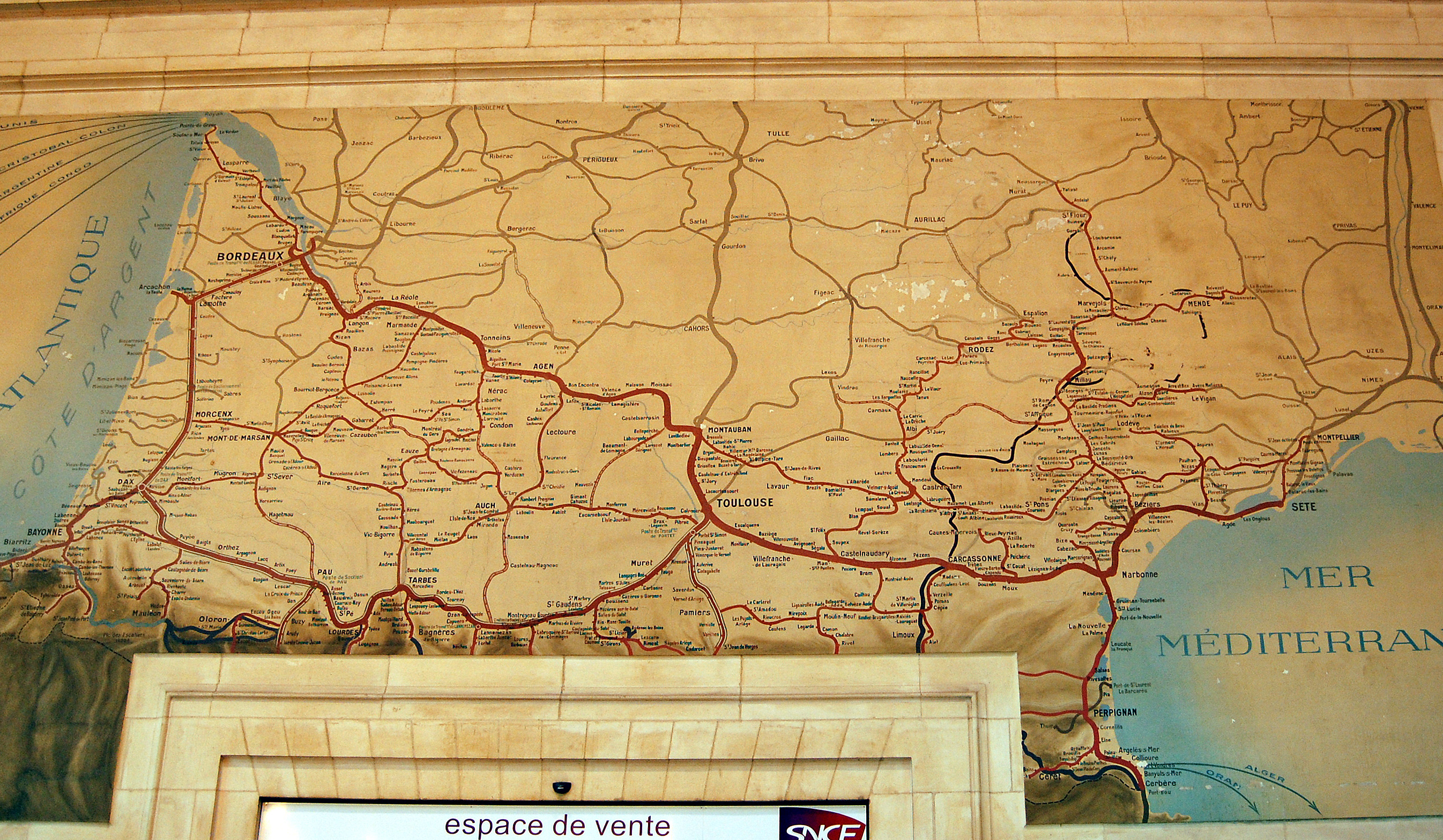
El mural, parcialmente amputado, con el mapa de las líneas operadas por la Compañía del Mediodía.

A través de sus Lúnéas, Téoz e incluso trenes Corail, la SNCF recorre desde Burdeos: 
- Línea Burdeos ↔ Marsella. Tren Téoz.

### Media Distancia
Los trenes Intercités enlazan las siguientes ciudades:
- Línea Burdeos ↔ Nantes.
- Línea Burdeos ↔ La Rochelle.
- Línea Burdeos ↔ Ussel. Sólo fines de semana y périodos vacacionales.

### Regionales
Son muchos los trenes regionales que circulan por estación:
- Línea Burdeos ↔ La Rochelle / Saintes.
- Línea Burdeos ↔ Angulema / Coutras.
- Línea Burdeos ↔ Brive-la-Gallarde / Périgueux.
- Línea Burdeos ↔ Limoges / Périgueux.
- Línea Burdeos ↔ Sarlat / Bergerac.
- Línea Agen / Toulouse ↔ Burdeos.
- Línea Langon / Agen ↔ Burdeos.
- Línea Le Verdon / La Pointe de Grave ↔ Burdeos.
- Línea Arcachon ↔ Burdeos.
- Línea Mont-de-Marsan ↔ Burdeos.
- Línea Hendaya ↔ Burdeos.
- Línea Pau ↔ Burdeos.